# بخش بورگدورف
بخش بورگدورف یکی از بخشهای ایالت برن  در کشور سوئیس است.